# Atarra
Atarra ist eine Stadt im indischen Bundesstaat Uttar Pradesh.
Die Stadt ist Teil des Distrikts Banda. Atarra hat den Status eines Nagar Palika Parishad. Die Stadt ist in 25 Wards gegliedert. Sie hatte am Stichtag der Volkszählung 2011 insgesamt 47.419 Einwohner, von denen 25.098 Männer und 22.321 Frauen waren. Hindus bilden mit einem Anteil von über 96 % die größte Gruppe der Bevölkerung in der Stadt gefolgt von Muslimen mit über 2 %. Die Alphabetisierungsrate lag 2011 bei 78,59 %.
Der Bahnhof von Atarra ist Teil der North Central Railway Zone der Indian Railways.